# Siyanda Xulu
Siyanda Xulu (Durban, 30 de diciembre de 1991) es un futbolista sudafricano que juega de defensa en el SuperSport United F. C. de la Liga Premier de Sudáfrica.

## Selección nacional
Ha sido internacional con la selección de fútbol de Sudáfrica en 32 ocasiones en las que ha anotado un gol. Debutó el 15 de junio de 2012, en un partido ante su similar de Gabón.

## Clubes
| Club                    | País       | Año       |
| ----------------------- | ---------- | --------- |
| Mamelodi Sundowns F. C. | Sudáfrica  | 2009-2012 |
| F. C. Rostov            | Rusia      | 2012-2015 |
| Kaizer Chiefs F. C.     | Sudáfrica  | 2015-2017 |
| Maritzburg United F. C. | Sudáfrica  | 2017-2020 |
| Hapoel Tel Aviv F. C.   | Israel     | 2020-2022 |
| Turan I. K.             | Azerbaiyán | 2022-2023 |
| SuperSport United F. C. | Sudáfrica  | 2023-     |

## Palmarés

### Títulos nacionales
| Título        | Club         | País  | Año  |
| ------------- | ------------ | ----- | ---- |
| Copa de Rusia | F. C. Rostov | Rusia | 2014 |